# Chris von Wangenheim
Chris von Wangenheim, właściwie Christoph Freiherr von Wangenheim (ur. 21 lutego 1942 w Brieg, obecnie Brzeg; zm. 9 marca 1981 na wyspie St. Martin) był niemieckim fotografem mody.

## Życiorys
Wangenheim pochodził ze starej szlacheckiej rodziny. Jego ojciec, porucznik kawalerii Konrad Freiherr von Wangenheim, wraz z drużyną został mistrzem olimpijskim w WKKW w 1936 roku. Nigdy nie wrócił z sowieckiej niewoli. Po II wojnie światowej Christoph Wangenheim trafił do Bawarii. Po ukończeniu szkoły średniej uczęszczał do Bawarskiej Państwowej Szkoły Fotografii (Bayerische Staatslehranstalt für Photographie, dzisiejsza Staatliche Fachakademie für Fotodesign) w Monachium, którą ukończył w 1964 roku.
W 1965 roku wyemigrował do Nowego Jorku, gdzie do 1967 pracował jako asystent fotografów mody i reklamy - Davida Thorpe'a i Jamesa Moore'a. W 1968 Wangenheim założył własne studio CvW na Washington Square i rozpoczął pracę nad amerykańskim wydaniem Harper's Bazaar, a od 1970 także nad wydaniem włoskim. Od roku 1972 fotografował przede wszystkim dla amerykańskiego wydania Vogue'a, ale także dla wydań niemieckich, francuskich i włoskich. Pracował także dla takich magazynów jak: Esquire, Playboy, Interview i Viva. Fotograf jest znany również z reklam dla Christiana Diora, Calvina Kleina i Revlona.
Z Chrisem von Wangenheimem pracowały supermodelki: Christie Brinkley, Lisa Taylor, Gia Carangi. Z tą ostatnią wspólnie stworzyli swoją pierwszą dużą sesję modową w październiku 1978 roku. Wangenheim wykonał również słynne nagie zdjęcia Carangi na tle ogrodzenia z siatki.
Jego nazwisko jest często wymieniane obok nazwiska Helmuta Newtona, ponieważ tych dwóch łączy erotyczny styl fotografii modowej, tak charakterystyczny dla lat 70. i 80. XX wieku.
Chris von Wangenheim zginął w wypadku samochodowym w marcu 1981 roku na karaibskiej wyspie St. Martin mając niespełna 40 lat.